# Hilary Benn
Hilary James Wedgwood Benn, född 26 november 1953 i Hammersmith i London, är en brittisk politiker (Labour). Han är ledamot av underhuset för Leeds sedan 1999 och sedan 5 juli 2024 är han Storbritanniens minister för Nordirland.
Benn valdes in i underhuset för Leeds Central, och höll mandatet från 1999–2024, då han i stället valdes för valkretsen Leeds South.
Han var minister för internationell utveckling 2003–2007 och miljö-, livsmedels- och jordbruksminister (Secretary of State for Environment, Food and Rural Affairs) 2007–2010.
Han tillhör fjärde generationen av en politikersläkt. Då hans släktingar vanligen tillhört Labours (eller tidigare Liberalernas) vänsterkant använde han A Benn, but not a Bennite som slogan för att positionera sig mer mot mitten. Han är son till Tony Benn och Caroline Benn.